# Louvagny
Louvagny (Ausspracheⓘ) ist eine französische Gemeinde mit 59 Einwohnern (Stand: 1. Januar 2022) im Département Calvados in der Region Normandie. Sie gehört zum Arrondissement Caen und zum Kanton Falaise.

## Geografie
Louvagny liegt etwa 15 Kilometer nordöstlich von Falaise. Umgeben wird die Gemeinde von Courcy im Norden beziehungsweise Nordosten, Saint-Pierre-en-Auge mit Vaudeloges im Osten und Südosten, Barou-en-Auge im Süden, Morteaux-Coulibœuf im Südwesten, Vicques im Westen sowie Jort im Nordwesten.

## Bevölkerungsentwicklung
| Jahr                             | 1793 | 1836 | 1876 | 1926 | 1946 | 1968 | 1990 | 2016 |
| Einwohner                        | 320  | 150  | 109  | 85   | 84   | 75   | 62   | 60   |
| Quelle: Cassini, EHESS und INSEE |      |      |      |      |      |      |      |      |

## Sehenswürdigkeiten
- Kirche Saint-Germain aus dem 17. Jahrhundert
- Schloss Louvagny aus dem 17. Jahrhundert, seit 1977 Monument historique[2]

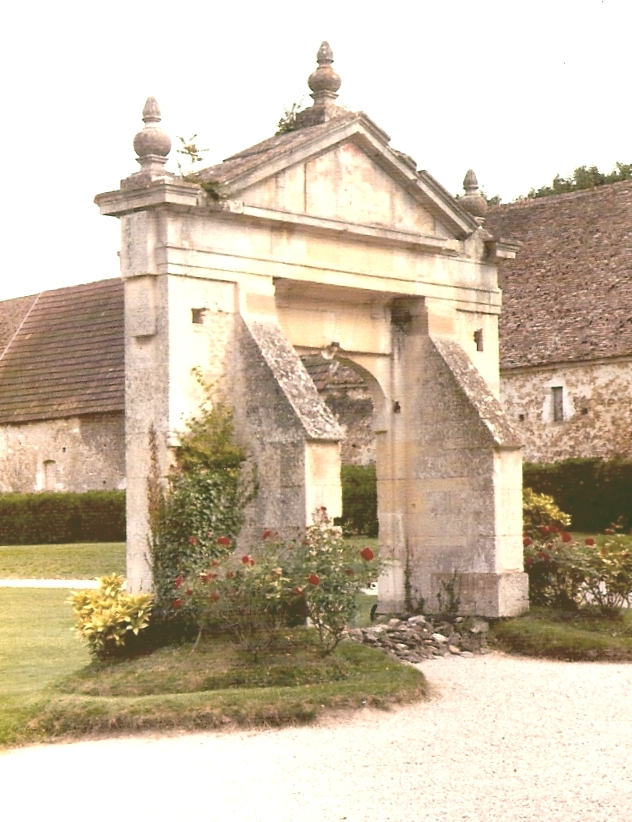
Schloss Louvagny